# Amflora

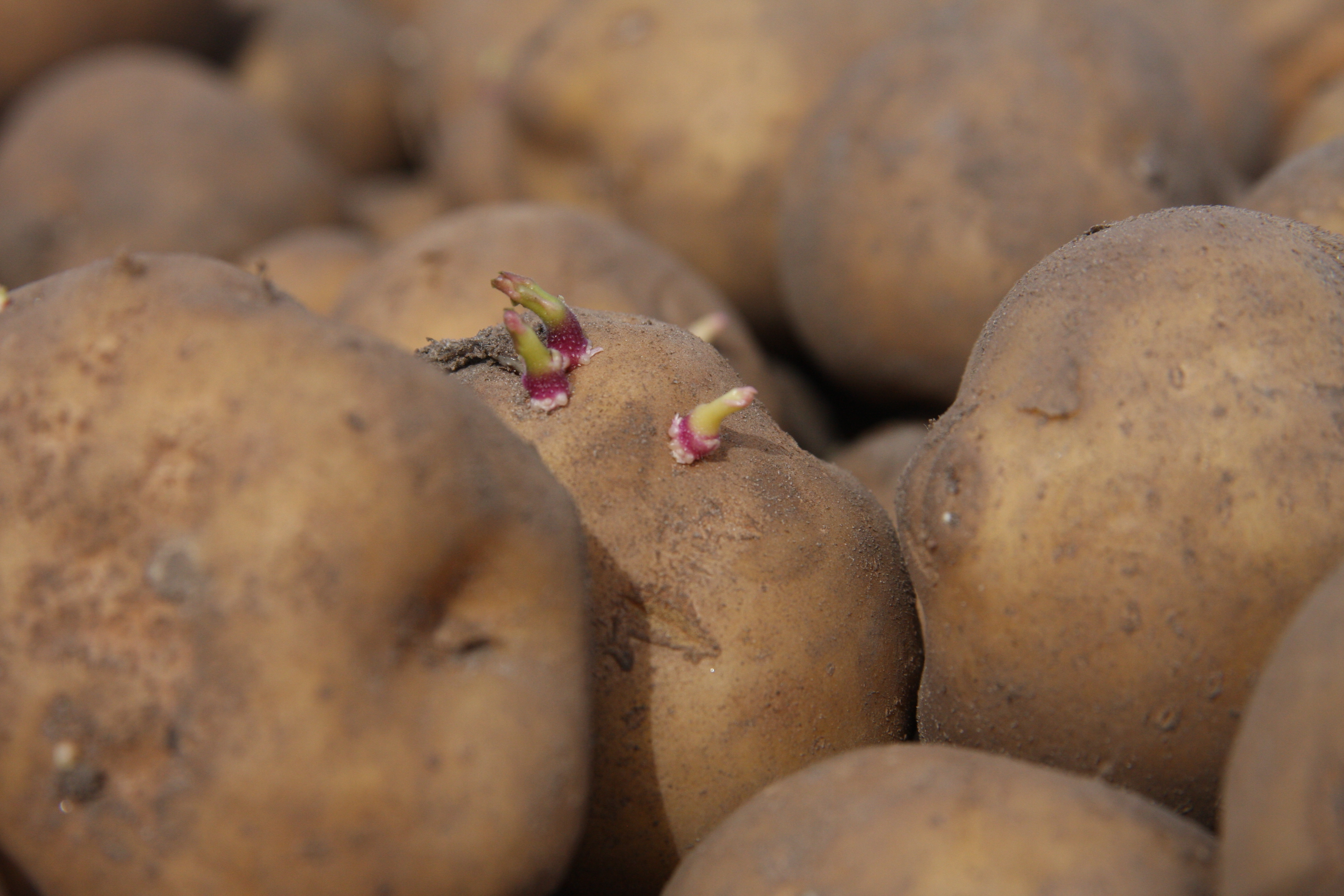
Alcuni esemplari di patata Amflora

Amflora (nota anche come EH92-527-1) è una cultivar di patata OGM creata dal colosso industriale nel campo chimico BASF. Le sue piante producono amilopectina pura al 100%, che grazie alla sua particolare struttura di zucchero ramificato trova largo impiego nell'industria come addensante.
Amflora era stata inizialmente approvata per applicazioni industriali nell'Unione europea il 2 marzo 2010 dalla Commissione europea, ma nel gennaio 2012 venne ritirata dal mercato dell'UE.

## Storia
Originariamente registrata il 5 agosto 1996, Amflora è stata sviluppata nei laboratori di Svalöf Weibull AB dal genetista Lennart Erjefält e dall'agronomo Jüri Känno.
Amflora non poteva essere venduta all'interno dell'Unione europea senza un'apposita approvazione, che poteva essere concessa solo a seguito di una votazione al Consiglio dei Ministri dell'Unione Europea con una soglia di sostegno del 74%. Pertanto vennero svolte due votazioni, prima da parte di esperti nel dicembre 2006 e poi dai Ministri dell'Agricoltura dei Paesi UE nel luglio 2007, ma entrambe non riuscirono a raggiungere la soglia del 74%. Sebbene la votazione fosse avvenuta a scrutinio segreto, il New York Times riferì che Amflora era sostenuta dai Ministri dell'Agricoltura di Germania e Belgio ed osteggiata dai Ministri dell'Agricoltura di Italia, Irlanda e Austria, mentre i Ministri dell'Agricoltura di Francia e Bulgaria optarono per l'astensione.
Dopo l'approvazione della patata OGM da parte della Commissione europea il 2 marzo 2010, BASF annunciò che avrebbe richiesto l'approvazione di altre varietà di patate geneticamente modificate (come la patata "Fortuna") e che a partire dall'aprile 2010 avrebbe piantato semi di Amflora nel Land tedesco del Meclemburgo-Pomerania Anteriore per 20 ettari, in Svezia per 80 ettari e nella Repubblica Ceca per 150 ettari (in quest'ultimo caso per scopi commerciali con un partner anonimo).
A causa della mancata accettazione delle coltivazioni OGM in Europa, BASF decise nel gennaio 2012 di interrompere le sue attività di commercializzazione in Europa, ritirando di conseguenza Amflora dal mercato dell'Unione europea, ed avrebbe continuato a chiedere l'approvazione normativa per i suoi prodotti nelle Americhe e in Asia.
Nel dicembre 2013 un tribunale dell'Unione europea annullò l'approvazione di Amflora, affermando che la Commissione europea aveva infranto le regole quando approvò la patata nel 2010.

## Biologia
La fecola di patate normale contiene due tipi di molecole costituenti: l'amilopectina (80%), che è più utile come polimero a livello industriale, e l'amilosio (20%), che spesso causa problemi come la retrogradazione dell'amido, pertanto deve essere modificato con reazioni chimiche che possono essere costose.
Dopo due decenni di sforzi di ricerca i biotecnologi di BASF, utilizzando l'ingegneria genetica, riuscirono a creare la patata Amflora, che è stata modificata per contenere RNA antisenso contro l'enzima che guida la sintesi dell'amilosio, ossia l'amido sintasi legata ai granuli. In questo modo la patata Amflora non è in grado di sintetizzare l'amilosio e produce quasi esclusivamente amilopectina, risultando più utile per l'industria dell'amido.

## Applicazioni industriali
Le patate Amflora erano progettate per essere lavorate e vendute alle industrie che preferiscono la fecola di patate cerose contenente solo amilopectina, essendo destinate esclusivamente ad applicazioni industriali come la fabbricazione della carta e altre applicazioni tecniche. L'Europa produce più di due milioni di tonnellate di fecola di patate naturale all'anno e BASF con il suo prodotto Amflora sperava di entrare in questo grande mercato. Inoltre BASF aveva avanzato un'ulteriore richiesta per l'utilizzo della polpa di patate Amflora come mangime per animali.

## Critiche

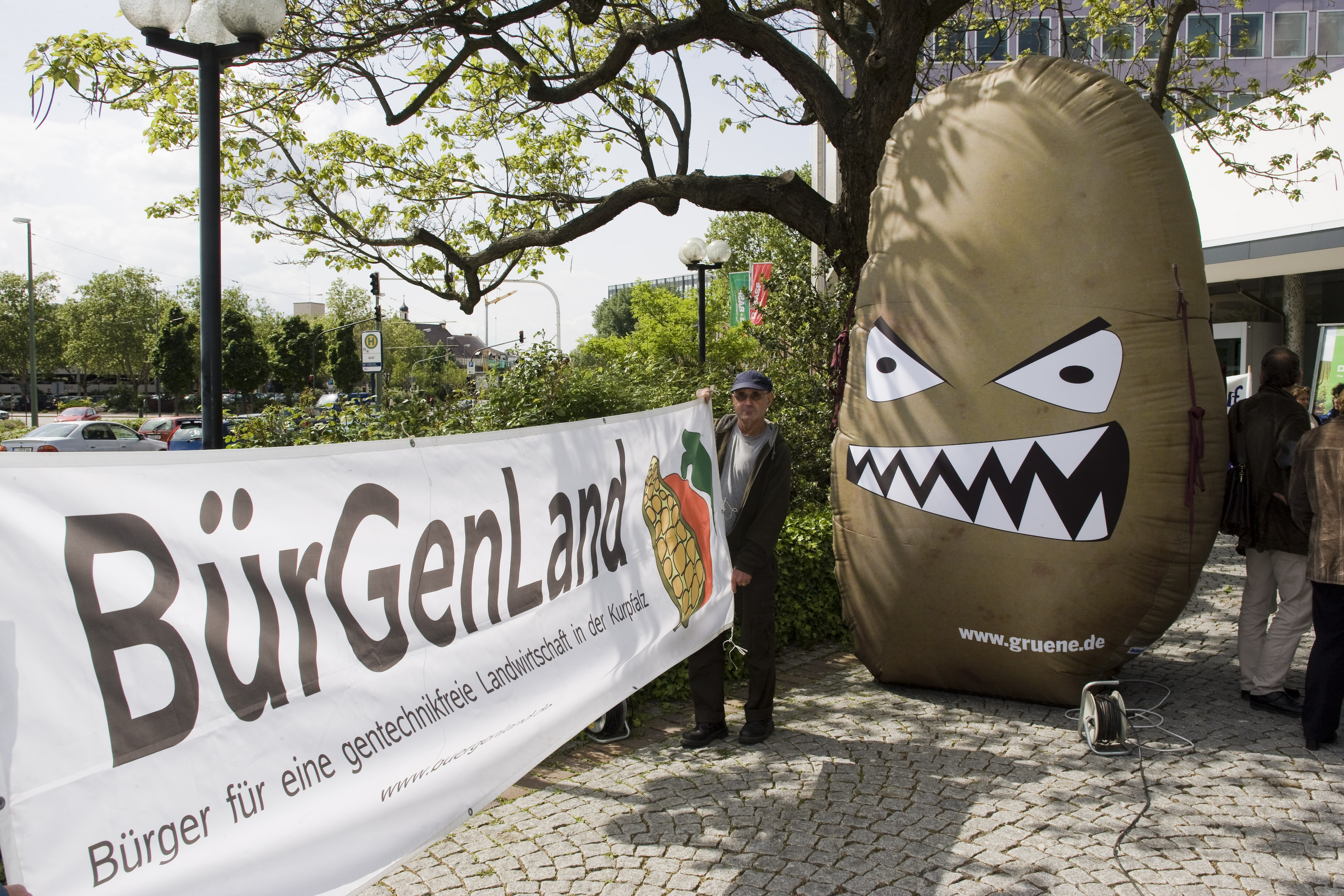
Proteste contro la patata Amflora

Diverse organizzazioni ambientaliste, come Greenpeace, si opposero all'introduzione sul mercato di Amflora. Dopo l'approvazione di Amflora da parte della Commissione europea nel 2010, il partito politico dei Verdi Europei e l'allora Ministro dell'Agricoltura italiano Luca Zaia espressero dure critiche in merito. L'8 marzo 2010 il movimento contadino internazionale La Via Campesina pubblicò un comunicato stampa in cui criticava la decisione.
In Grecia il deputato di SYRIZA della prefettura di Salonicco Tasos Kouvelis chiese il 3 marzo 2010 al Ministro dell'Agricoltura greco di dichiarare illegale la produzione di Amflora, mentre l'europarlamentare del PASOK Kriton Arsenis presentò il 4 marzo 2010 un'interrogazione al Parlamento europeo chiedendo informazioni sulle conseguenze di Amflora. La deputata del PASOK Maria Damanakī accettò la decisione della Commissione europea, mentre il Ministro dell'Agricoltura greco Katerina Batzeli affermò che la produzione di Amflora non sarebbe stata consentita in Grecia.